# Saaremaa (contea)
Saaremaa (in estone anche Saare maakond) è una delle 15 contee dell'Estonia.
È formata dall'isola di Saaremaa e da alcune isole minori circostanti.

## Geografia antropica

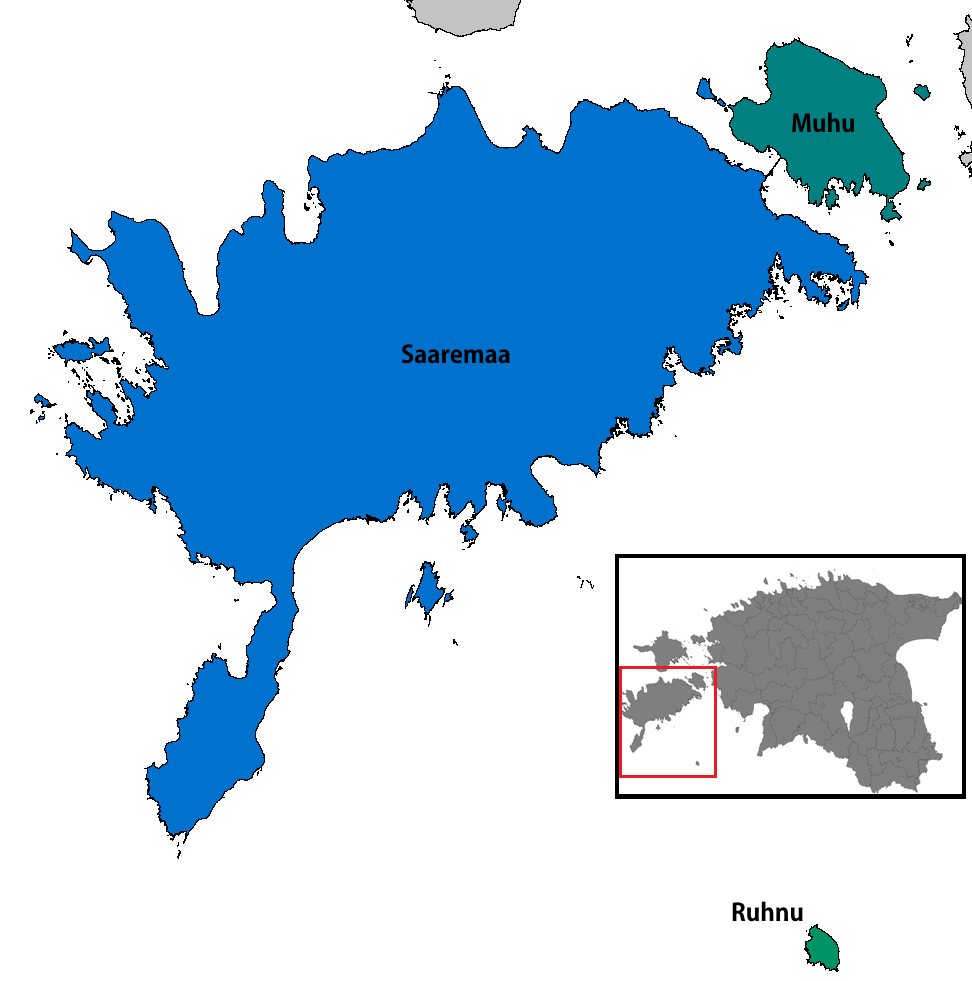
I comuni della contea di Saaremaa

La contea è divisa in 3 comuni rurali (in estone vald):
- Muhu
- Ruhnu
- Saaremaa (include Kuressaare, il capoluogo della contea).

### Comuni soppressi nel 2017

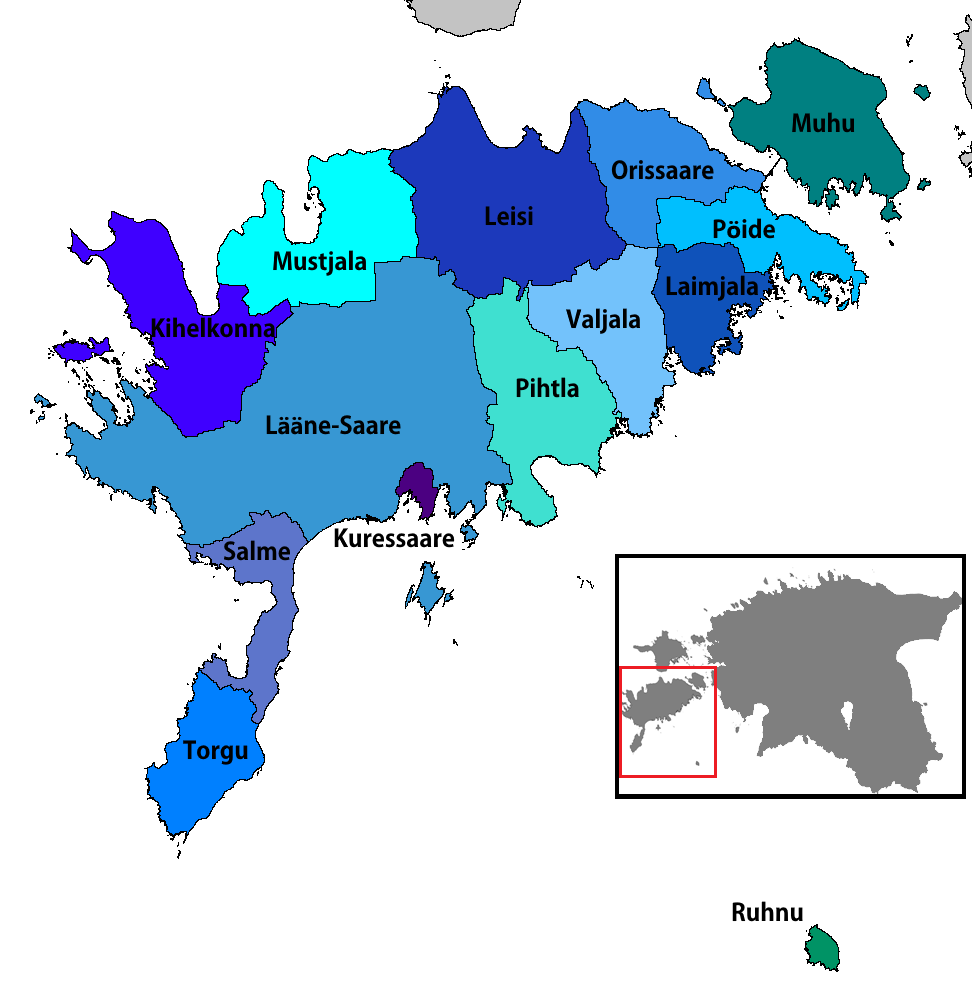

- Kuressaare, Kihelkonna, Lääne-Saare, Laimjala, Leisi, Mustjala, Orissaare, Pihtla, Pöide, Salme, Torgu, Valjala (fusi nel nuovo comune di Saaremaa).